# 瓦根德里謝山

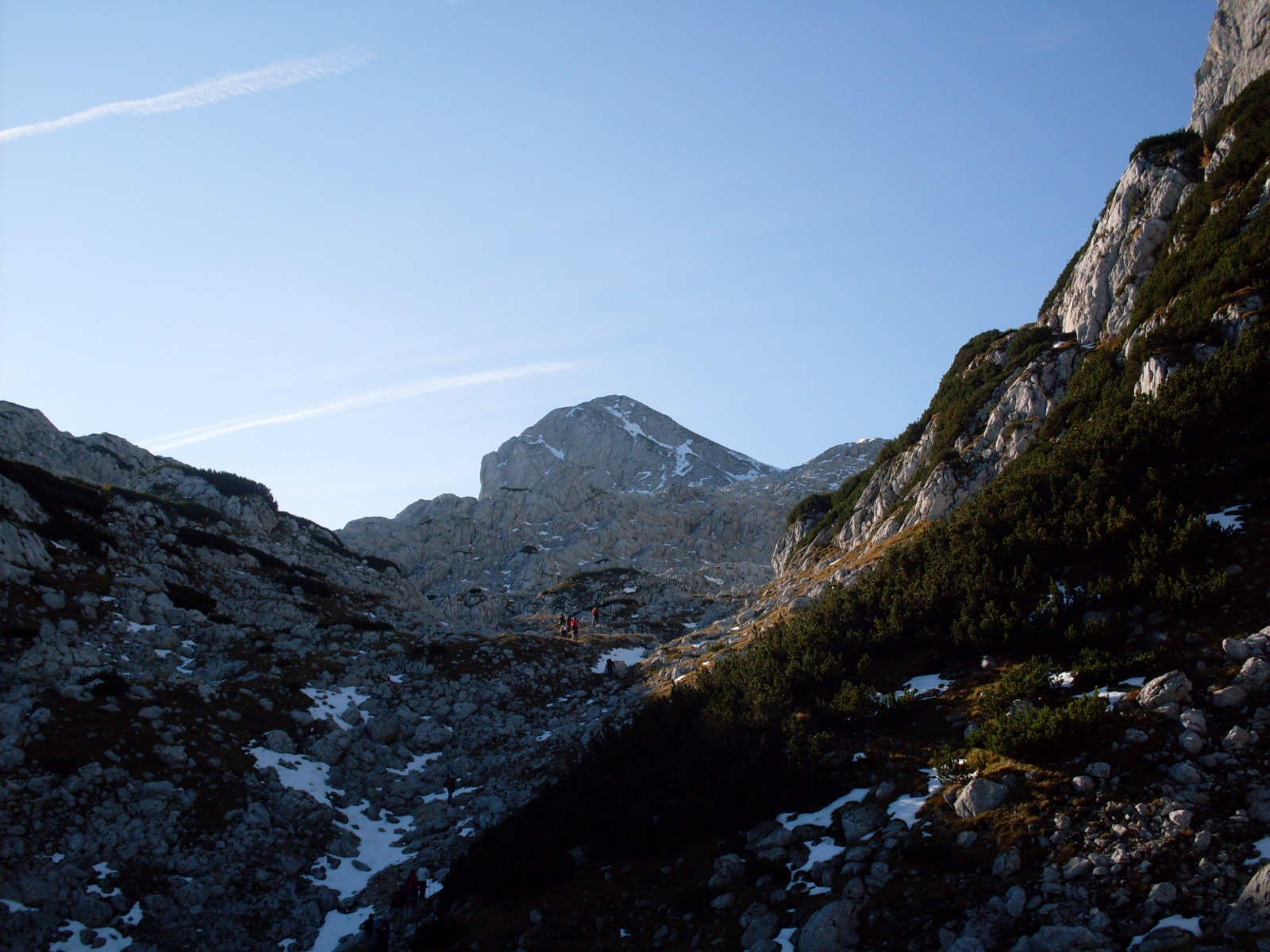

47°35′57″N 12°47′32″E / 47.59905°N 12.79212°E
瓦根德里謝山（德語：Wagendrischelhorn），是中歐的山峰，位於奧地利和德國接壤的邊境，屬於貝希特斯加登阿爾卑斯山脈的一部分，距離大霍伊塞爾山0.7公里，海拔高度2,251米，每年平均降雨量1,889毫米。